# Jeran
| *Jē₂ran / *Jē₂raz | *Jē₂ran / *Jē₂raz      | Gēr / Ior              | Gēr / Ior              |                        |
| Significato       | anno, annata, raccolto | anno, annata, raccolto | anno, annata, raccolto | anno, annata, raccolto |
| Forma             | Fuþark antico          | Fuþark antico          | Fuþorc                 | Fuþorc                 |
| Forma             |                        |                        |                        |                        |
| Unicode           | ᛃ U+16C3               | ᛃ U+16C3               | ᛄ U+16C4               | ᛡ U+16E1               |
| Traslitterazione  | j                      | j                      | j                      | io                     |
| Trascrizione      | j                      | j                      | j                      | io                     |
| IPA               | [j]                    | [j]                    | [j]                    | [jo]                   |
| Ordine alfab.     | 12                     | 12                     | 12                     | 28 o 29                |

*Jēran o *Jēraz (tema *jē2ra-; gotico jēr, anglo-frisone ȝēr /yēr/, alto tedesco antico ed antico sassone jār, norreno ār), che significa "raccolto", "annata", è il nome proto-germanico ricostruito della runa del Fuþark antico j (carattere Unicode ᛃ).
Discendenti di tale runa sono le due rune del Fuþorc Gēr (ᛄ) e Ior (ᛡ, una runa legata) e la runa del Fuþark recente Ar (ᛅ). Il nome della lettera corrispondente nell'alfabeto gotico (, 𐌾) è jer.
Il proto-germanico *jē2ran è collegato all'avestico yāre ("anno"), ai greci ὧρος (oros, "anno") e ὥρα (ora, "stagione"), allo slavonico jarŭ ("primavera") ed all'-or nel latino hornus ("di quest'anno", da *ho-jōrinus), tutti derivati da un tema *yer-o- del proto-indoeuropeo.

## Storia
La derivazione della runa del Fuþark antico è incerta; alcuni studiosi la vedono come una modificazione della lettera latina G (una C con un tratto, dunque legata anche alla runa kaunan) mentre altri la ritengono un'innovazione germanica; in ogni caso essa compare fin dalle prime iscrizioni runiche, apparendo sul pettine di Vimose (harja). La trasformazione della runa fu una delle più radicali, ed essa dovette possedere numerose versioni.
La runa jeran passò poi nel Fuþorc anglosassone e frisone in due versioni, gēr (ᛄ) e ior (ᛡ), quest'ultima una runa legata di gyfu ed is (vedi la runa ear); gēr viene scritta molto frequentemente con l'altro simbolo, ᛡ, sulle epigrafi e sui manufatti, mentre la forma ᛄ compare solo raramente su manoscritti tardi (delineandosi come un simbolo differente da ior).
Anche la lettera jer (𐌾) dell'alfabeto gotico è basata sulla forma della runa del Fuþark antico: questo è uno dei due soli casi (l'altro è urus, derivato da uruz) in cui la runa ha dato origine alla lettera gotica. Questo è dovuto al fatto che, al tempo dell'introduzione del gotico, né l'alfabeto latino né quello greco (da cui derivano solitamente le lettere gotiche) possedeva grafemi distinti per i/j e per u/w, e perciò essi furono ricavati dal Fuþark antico.

### Fuþark recente

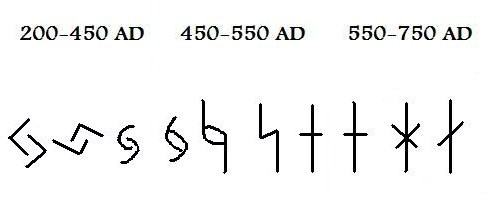
L'evoluzione della runa.

Durante il VII e l'VIII secolo, la j iniziale in *jara si perse nel proto-norreno, che cambiò anche il valore fonetico della runa da /j/ ad /a/; dopo svariate modifiche e riutilizzi di altre versioni come grafemi di suoni differenti (che coinvolsero anche le rune sowilo, naudiz e haglaz), alla fine la runa jēran diede origine alla ár del Fuþark recente (, ᛅ).

## Poemi runici
La runa jeran compare nel poema runico anglosassone con il nome di Ger:
| Poema runico: | Traduzione: |
| Antico inglese Ger byÞ gumena hiht, ðonne God læteþ, halig heofones cyning, hrusan syllan beorhte bleda beornum ond ðearfum. | L'estate è una gioia per l'uomo, quando Dio, il santo Re del Paradiso, permette alla terra di produrre frutti scintillanti per i ricchi come per i poveri. |

Nei poemi runici norvegese ed islandese compare invece la runa ár.